# SV Bürmoos
Der SV Bürmoos (Langname: „Sportverein Bürmoos“) ist ein Fußballverein in der Salzburger Gemeinde Bürmoos im Bezirk Salzburg-Umgebung. Der Verein gehört dem Salzburger Fußballverband (SFV) an und spielt in der Saison 2024/25 in der Salzburger Liga. Der Sportverein trägt seine Spiele in der See-Arena in Bürmoos mit 2000 Plätzen aus.

## Geschichte
In den Saisonen 1950/51 und 1961/62 sicherte sich der Verein den Meistertitel in der Landesliga Salzburg.
In den Jahren 1946 durch einen 6:1-Sieg im Finale gegen den SV Austria Salzburg und 1956 durch einen 3:2-Finalsieg gegen den SK Bischofshofen kürte man sich zum Salzburger Cupsieger.

## Bekannte Spieler und Trainer
- Patrick Pentz
- Somen Tchoyi
- Marcel Holzmann
- Michael Switil
- Marco Oberst
- Christian Helminger
- Kiril Chokchev
- Manuel Rödl
- Mihael Rajić

## Erfolge
- Landesliga Salzburg:
  - 2 × Meister: 1951, 1962
- Salzburger Fußballcup:
  - 2 × Cupsieger: 1946, 1956